# 卡布盧基
51°6′57″N 31°49′44″E / 51.11583°N 31.82889°E
卡布盧基（烏克蘭語：Каблуки），是烏克蘭北部的村莊，隸屬切爾尼希夫州的尼任區。該村面積0.49平方公里，海拔高度120米，2001年人口138，人口密度每平方公里284人。